# Scară liniară

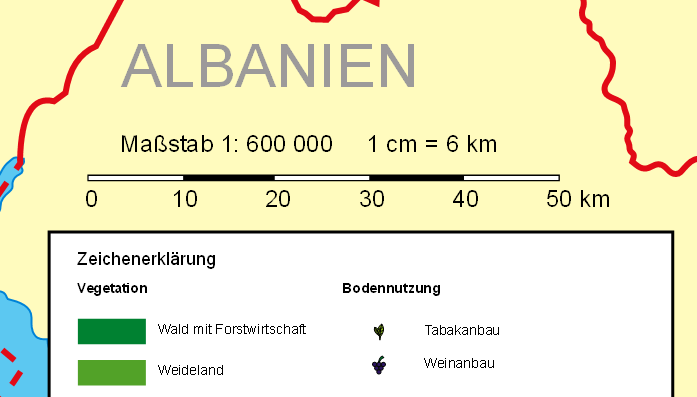
O scară liniară care arată că un centimetru pe hartă corespunde la șase kilometri pe teren

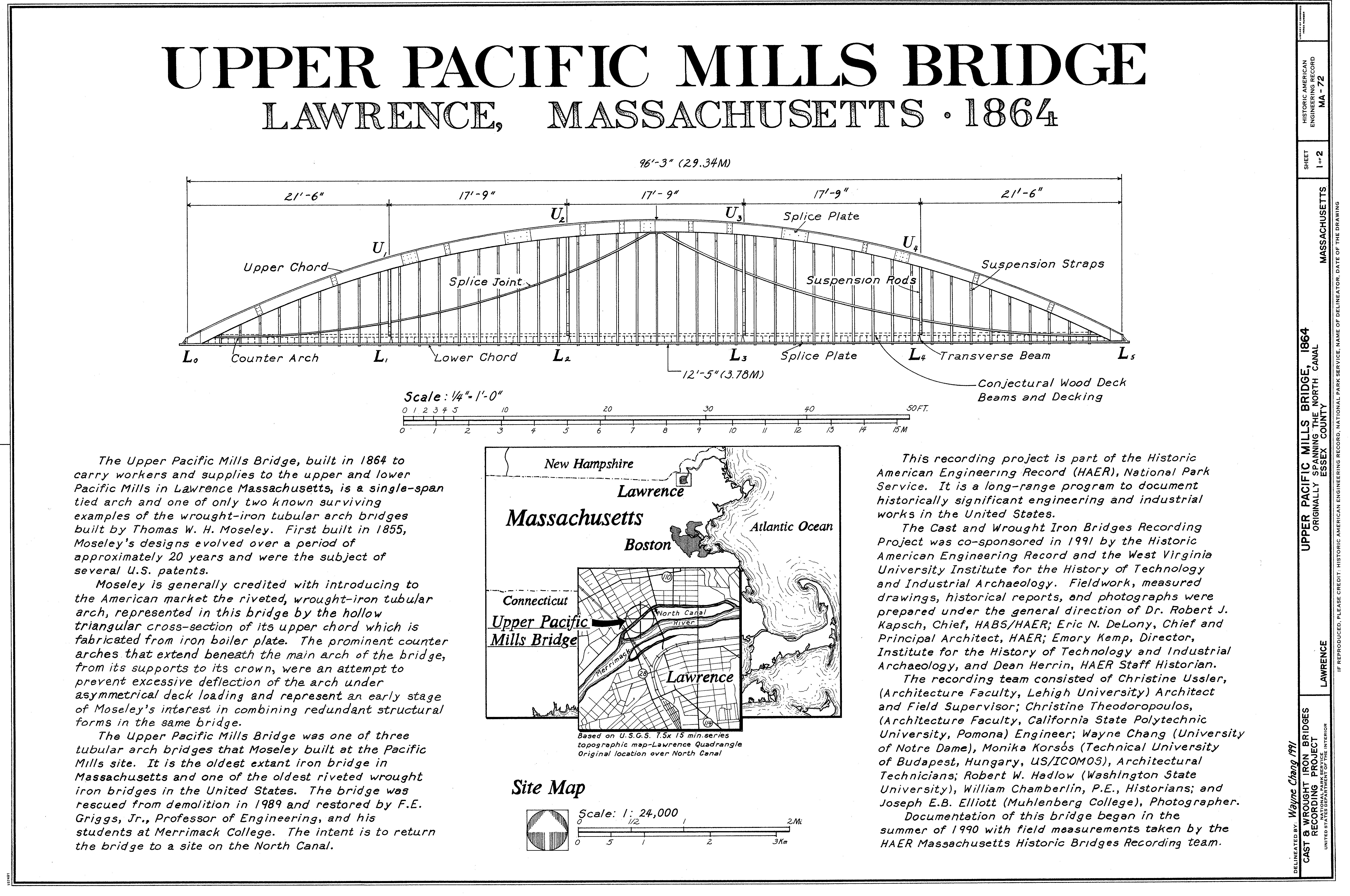
Scară liniară dublă, în picioare și metri în centrul unui desen tehnic. Desenul a fost realizat la 130 de ani după ce a fost construit podul.

O scară liniară (scară regulată sau scară isogradă) este un mod de a grada un segment cu intervale echidistante (egale).
În afară de gradarea graficelor funcțiilor, este un mijloc de a arăta vizual scara unei hărți, a unui desen tehnic sau unui desen de arhitectură⁠(d), caz în care se vorbește despre o scară grafică, sau, pe scurt, de „scară”.
Deși scările liniare sunt folosite pe desenele tehnice și cele de arhitectură, în special cele care sunt desenate după ce subiectul a fost construit, multe astfel de desene nu au o scară liniară și poate exista mențiunea „a nu se scala desenul” ca o recunoaștere a faptului că dimensiunea hârtiei se poate modifica în urma schimbărilor de mediu și numai dimensiunile care sunt indicate expres pe desen pot fi utilizate sigur dacă în producție se cere precizie.

## Scările hărților
Pe hărțile și diagramele la scară mare, cele care acoperă o suprafață mică și desenele tehnice și de arhitectură scara liniară poate fi foarte simplă, o linie marcată la intervale pentru a arăta distanța pe pământ sau pe obiect pe care o reprezintă distanța pe scară. O persoană care utilizează harta poate aprecia o distanță comparând-o cu scara liniară. Lungimea intervalului măsurat pe scara liniară este egală cu distanța reprezentată pe pământ înmulțită cu scara hărții sau a desenului.
În majoritatea proiecțiilor cartografice scara variază în funcție de latitudine, astfel încât pe hărțile la scară mică, care acoperă zone mari și o gamă largă de latitudini, scara liniară trebuie să arate scara pentru intervalul de latitudini acoperite de harta. Una dintre acestea este prezentată mai jos.
Deoarece majoritatea hărților nautice sunt construite folosind proiecția Mercator a cărei scară variază substanțial în funcție de latitudine, scările liniare nu sunt folosite pe hărți cu scări mai mici de aproximativ 1/80 000. Marinarii folosesc în general mila marină, care, deoarece o milă marină este aproximativ egală cu un minut de latitudine, iar distanța pe meridian poate fi determinată din gradele de latitudine de pe laturile hărții.